# Евстати Паньовски
Евстати Попстефанов Паньовски е български духовник, протоерей. Участник в Руско-турската война (1877 – 1878).

## Биография
Евстати Паньовски е роден в село Буново – Софийска област, в семейството на свещеник Стефан Николов Паньовски. Работи като учител в метоха на църквата „Свети Свети Теодор Тирон и Теодор Стратилат“ (1866 – 1874).
Ръкоположен е за дякон в староъгленската църква „Свети Николай“ (1874). Последователно е свещеник в село Врачеш, Софийска област и свещеник при църквата „Света Троица“ в Ловеч от 1874 г.
Има нелека съдба по време на Руско-турската война (1877 – 1878). Заедно с други двама свещеници посреща с църковен ритуал сборния отряд с командир полковник Алексей Жеребков, който превземането на Ловеч на 5 юли 1877 г. Участва в градската въоръжена стража. След превземането на Ловеч от отряда на генерал-майор Рифат паша на 15 юли 1877 г. е арестуван и има тежки преживявания. Утешава верски своите съграждани през времето на турските безчинства в Ловеч. В хода на боевете на 22 август 1877 г. е наредена неговата екзекуция. Ранен е и успява да се спаси при драматични обстоятелства.
След освобождението участва във възстановяването на Ловчанското читалище „Наука“. Назначен е за епархийски съветник (1880, 1896, 1904, 1915, 1923) и наместник на управляващия на епархията (1883, 1896 – 1898, 1905). Преподава закон божий на офицерите и войниците от военните подразделения в Ловеч. Назначен е за полкови свещеник на 30 юли 1900 г. Осъществява и свещенодействието в Ловешкия окръжен затвор. Ръкоположен е за протойерей и е избран за председател на настоятелството на църквата „Света Троица“ (1892, 1897). Установява се в София след пенсионирането си през 1926 г.
Автор е на „Ново Софроние. Записки за народния живот и страданията български“, издадено през 1996 г. Ръкописът се пази в научния архив на Българската академия на науките. Описва съдбата на ловешките граждани по времето на борбата за Ловеч през Руско-турската война от 1877 – 1878 г. и дава разностранни сведения за живота в Ловеч от 1874 до 1926 г.
Умира в София в края на 30-те години на XX век.